# La Rioja (Spanyolország)
La Rioja (baszkul: Errioxa) Spanyolország északon fekvő, egyik legkisebb autonóm közössége és tartománya. Elnevezésének eredete nem teljesen tisztázott; valószínűleg a Río Oja vagyis ’Oja folyó’ összetételből önállósult nőnemű helynévként (az Oja minden bizonnyal a baszk Oxa spanyolos formája).

## Földrajza

### Domborzata

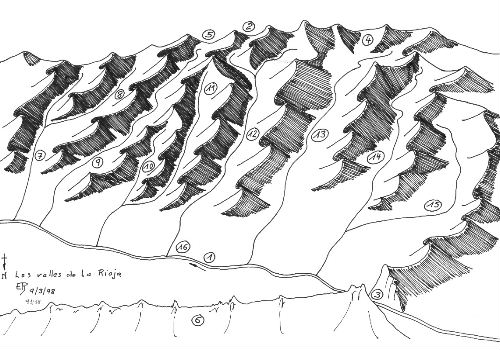
La Rioja és 7 völgye. Ernesto Reiner rajza.
1. Ebro.
2. Puerto de Piqueras.
3. Conchas de Haro.
4. Cordillera Ibérica.
5. Puerto de Oncala.
6. Sierras de Cantabria y Codés.
7. Valle del Alhama.
8. Valle del Linares.
9. Valle del Cidacos.
10. Valle del Jubera.
11. Valle del Leza.
12. Valle del Iregua.
13. Valle del Najerilla.
14. Valle del Oja.
15. Valle del Tirón.
16. Logroño.

| 1. Ebro. 2. Puerto de Piqueras. 3. Conchas de Haro. 4. Cordillera Ibérica. 5. Puerto de Oncala. | 6. Sierras de Cantabria y Codés. 7. Valle del Alhama. 8. Valle del Linares. 9. Valle del Cidacos. 10. Valle del Jubera. | 11. Valle del Leza. 12. Valle del Iregua. 13. Valle del Najerilla. 14. Valle del Oja. 15. Valle del Tirón. 16. Logroño. |

### Vízrajza
- Folyói: Ebro, Iregua, Najerilla, Cidacos, Alhama, Linares, Tirón, Oja, Leza, Jubera

## Közigazgatás
Járásainak (comarcas) száma: 4.  
- Tierra de Cameros járás
- Rioja Alta járás
- Rioja Media járás
- Rioja Baja járás

## Népesség
Legnépesebb települések: 
- Logroño
- Calahorra
- Arnedo
- Haro
- Alfaro
- Nájera
- Lardero
- Santo Domingo de la Calzada
- Villamediana de Iregua

| Lakosok száma | 315 675 | 319 796 | 324 399 |
|               | 2018    | 2021    | 2024    |

## Kultúra

### Műemlékei
Kolostorai

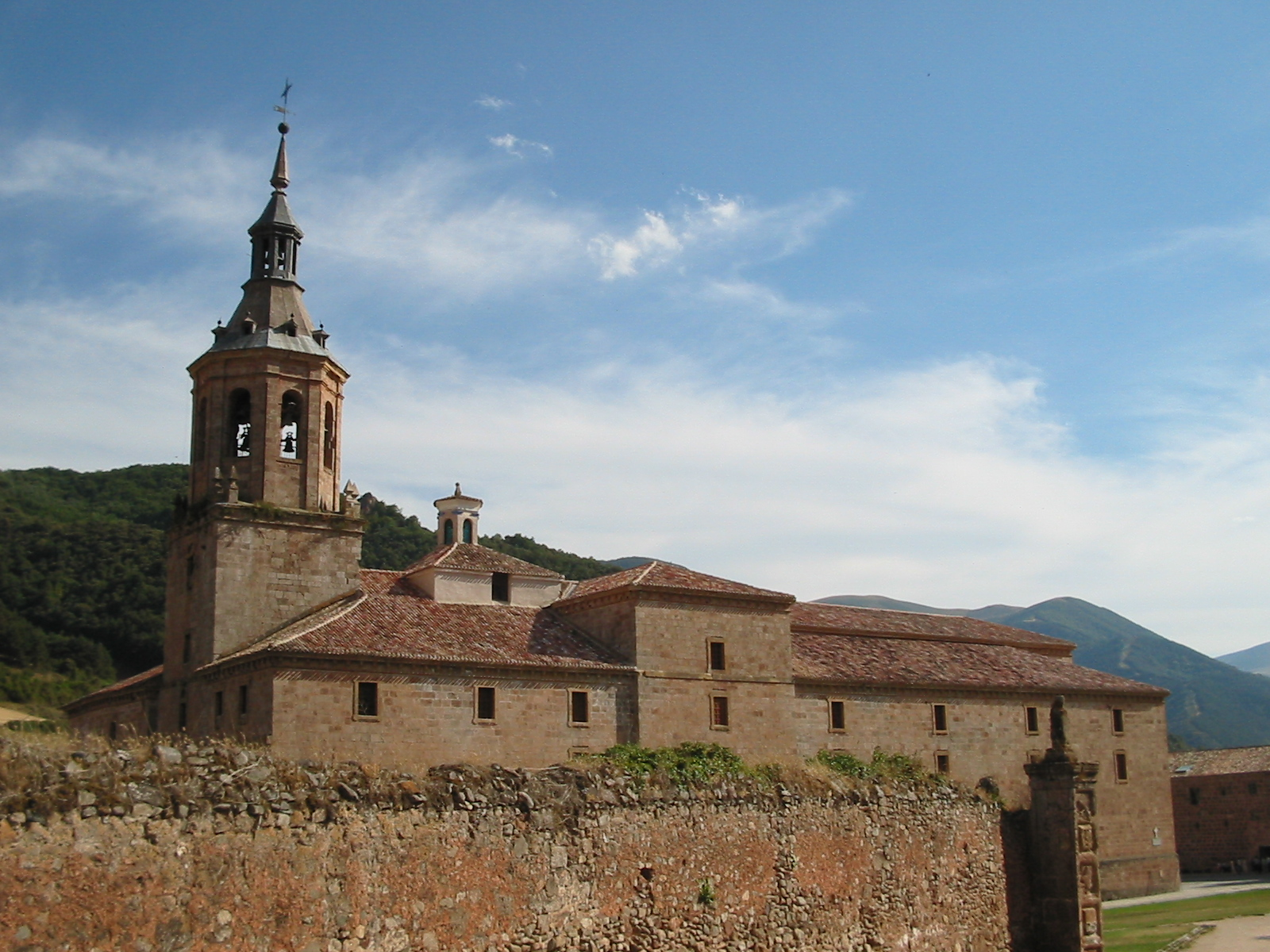
El Monasterio de San Millán de Yuso, San Millán de la Cogolla

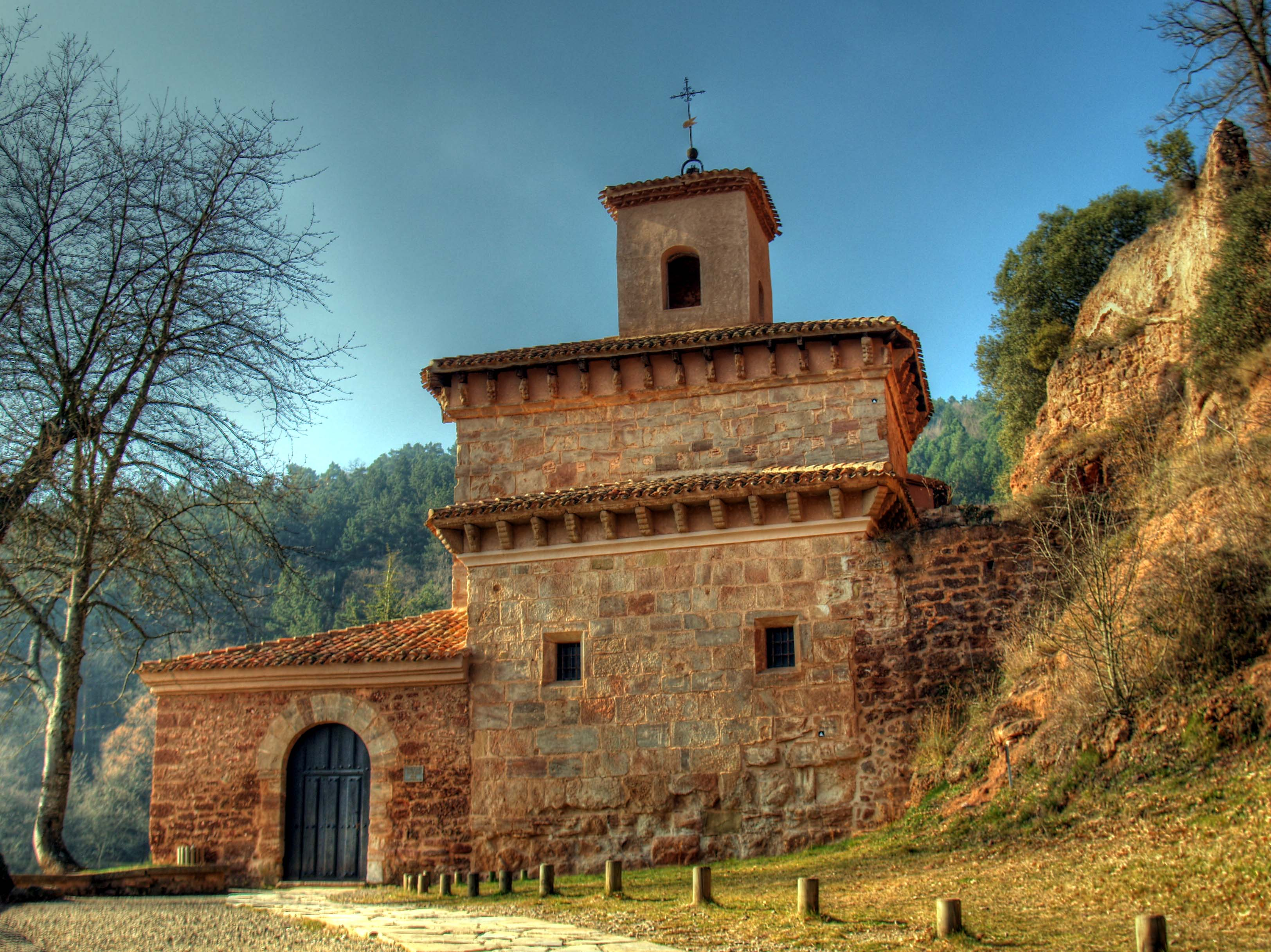
El Monasterio de San Millán de Suso, San Millán de la Cogolla

- Monasterio de Santa María la Real de Nájera
- Monasterio de San Millán de Suso - San Millán de la Cogolla, UNESCO világörökség
- Monasterio de San Millán de Yuso - San Millán de la Cogolla, UNESCO világörökség
- Monasterio de Cañas
- Monasterio de Valvanera

Várai
- Clavijo
- Cuzcurrita del Río Tirón
- Sajazarra
- Leiva
- San Asensio
- Torremontalbo
- Cornagói vár

Palotái
- Palacio de Espartero de Logroño
- Palacio del Obispo Juan del Pino de Santo Domingo de la Calzada
- Palacio de Haro
- Palacio del Conde de Torremúquiz de Ezcaray
- Palacio del Marqués de la Casa Torre de Igea

## Híres emberek
- San Millán
- Gonzalo de Berceo (Berceo, 1195 körül - Berceo?, 1264 után) spanyol költő. A kultúrtörténetileg is jelentős San Millán de la Cogolla kolostorban nevelkedett, élete végéig alacsonyabb egyházi méltóságokat viselt. Ő volt az első ismert nevű kasztíliai költő, a mester de clericía legrégibb képviselője.
- Armando Buscarini v. Antonio Armando García Barrios, (Ezcaray, Logroño, 1904 - Logroño, 1940), költő
- Baldomero Espartero
- Manuel Bretón de los Herreros (Quel, La Rioja, 1796 - Madrid, 1873), dramaturg, költő és újságíró.
- Fausto Elhúyar
- Práxedes Mateo Sagasta
- Rafael Azcona
- Ramón Castroviejo
- Marqués de la Ensenada
- Navarrete «El Mudo» v. Juan Fernández de Navarrete (Logroño, 1526 - Toledo, 1579), spanyol reneszánsz festőművész.
- Daniel Aranzubía  (Logroño, 1979. szeptember 18. –) spanyol labdarúgó, kapus. Jelenleg a Deportivo de La Coruña játékosa, korábban az Athletic Bilbao kapuját védte.
- Santiago Ezquerro (Calahorra, 1976. december 14. –) spanyol labdarúgó, csatár. A CA Osasuna játékosa, egyszeres spanyol válogatott.
- Pedro Duro